# 瀬古新助

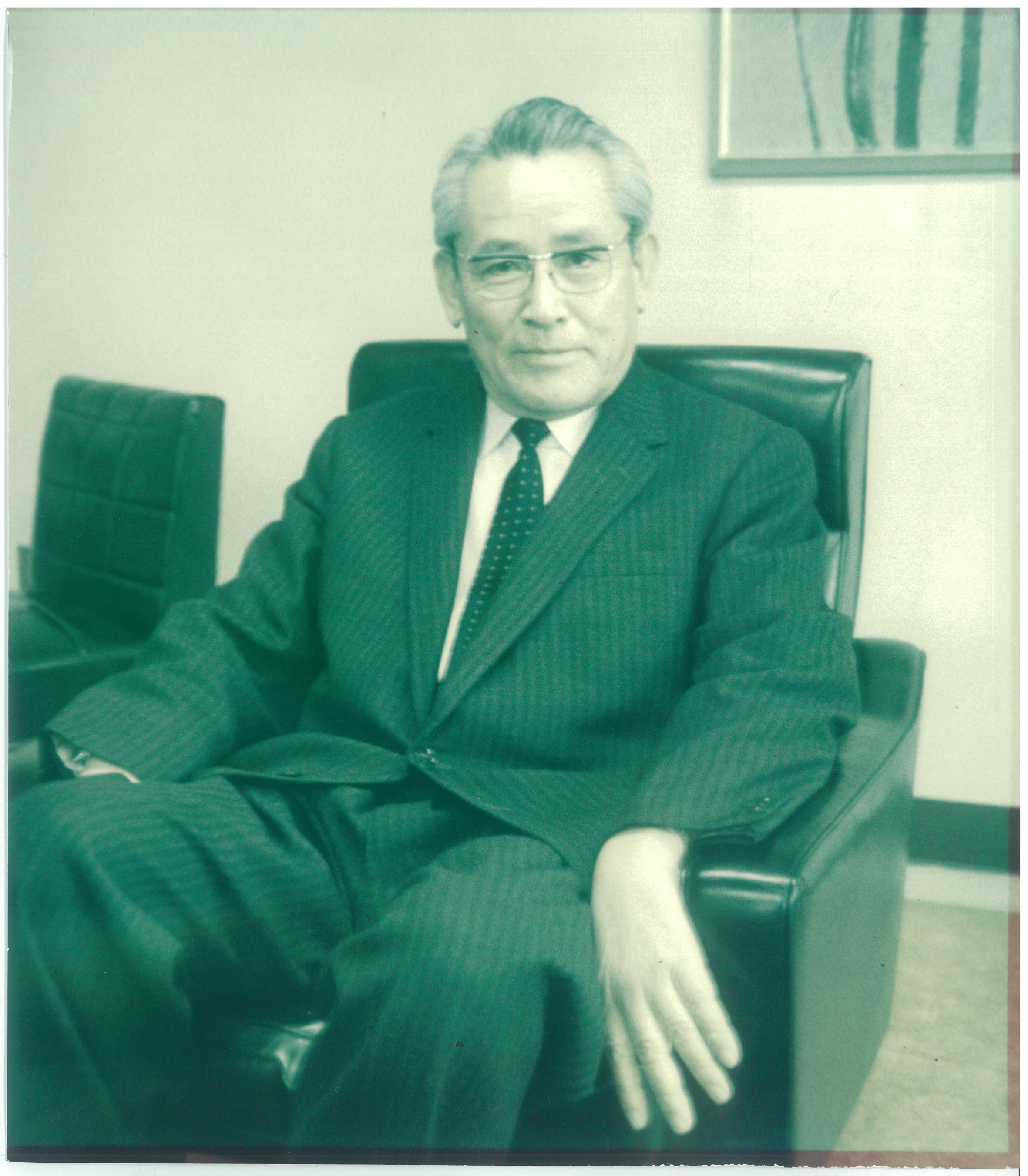
肖像（1980年代撮影と思われる）

瀨古 新助（せこ しんすけ、1907年3月10日 - 1990年10月15日）は、日本の土木工学者。逓信省技官から大学教授に転身し、後半生は実業家となった。

## 来歴
1937年に日本大学旧工学部（現日本大学理工学部）を卒業し、同年逓信省電気局に入省する。後に興亜院（1938年設置）に移った。興亜院に向かう際の出迎役であった大来佐武郎と意気投合し、その後小沢久太郎とも交友を深めた。
1942年、日本大学専門部工科（現日本大学工学部）教授に就任（1944年に日本大学旧工学部助教授、1946年に同教授となる）。教職員適格審査委員会の委員としてGHQと大学との折衝に尽力した。
しかしながら、工学部教授に就任した1946年に大学を辞す。戦後の混乱による就職難と急激なインフレにより、教え子や戦地から引き上げた校友が生活苦にあえぐ中、雇用創出と戦後復興への貢献を目的として起業を志す。そして当時東京帝国大学の講師をしていた内海清温の「金がある者は機械を買って建設会社をはじめるという。お前は金がないからコンサルタントをやれ」という助言を受け、1946年2月、建設コンサルタント業を専業とする日本初の民間企業、中央開発技術社（現：中央開発）を創設する。
水力分野において先述の内海清温、農地開発分野において重政庸徳から信任され、同社において、印旛沼干拓事業や只見川水系の電力開発事業などの測量や調査・設計を手がけた。1952年には、日本で初めて標準貫入試験を実用化した。また翌1953年には、最上武雄がアメリカから持ち帰ったカタログを頼りに渡米し、現代における地盤改良の代表的な工法であるウェルポイント工法を日本に導入し、土質工学会（現・公益財団法人地盤工学会）第1回学術講演会において紹介した。
1956年、日本地質調査業協会（現・全国地質調査業協会連合会）を設立したほか、日本ウエルポイント協会理事長、国際建設技術協会理事、建設コンサルタンツ共同組合2代目理事長（1963年7月 - 1966年5月）、全国地質調査業協会連合会理事長（1969年）、土質工学会参与など多数団体の役員として建設コンサルタント業界の発展に貢献した。
1960年、試験委員長として、第一回地質調査技師試験を主催する。最上武雄のほか、交流のあった山内豊聡（九州大学教授）、村山朔郎（京都大学教授）、松尾新一郎（京都大学教授）が参加する。1961年に工学博士号を取得する。
1962年、総理府外局である科学技術庁の科学技術会議専門委員、翌1963年には建設省の中央建設業審議会専門委員を務める。その後、日本大学評議員、通商産業省中小企業近代化審議会専門委員を務めた。

## 顕彰
- 建設大臣表彰 - 1965年[5]
- 藍綬褒章 - 1968年[5]
- 勲三等瑞宝章 - 1977年[5]
- 土質工学会名誉会員 - 1978年[5]

## 著書
- NCID BN13905116『ウエルポイント工法』理工図書、1956年
- NCID BA43249194『ウエルポイント及びサンドドレーン工法』理工図書、1965年
- NCID BN08901014『軟弱地盤改良設計』株式会社オーム社、1965年
- NCID BA43835798『土と水』産業研究所、1966年
- 『土と水　続編』産業研究所、1980年
- NCID BA72127350『わが人生　土と水』株式会社国際開発ジャーナル社、1986年
- NCID BN0036491X『発電水力　大学課程』株式会社オーム社、1986年